# Philipp Crusius

Philipp Crusius

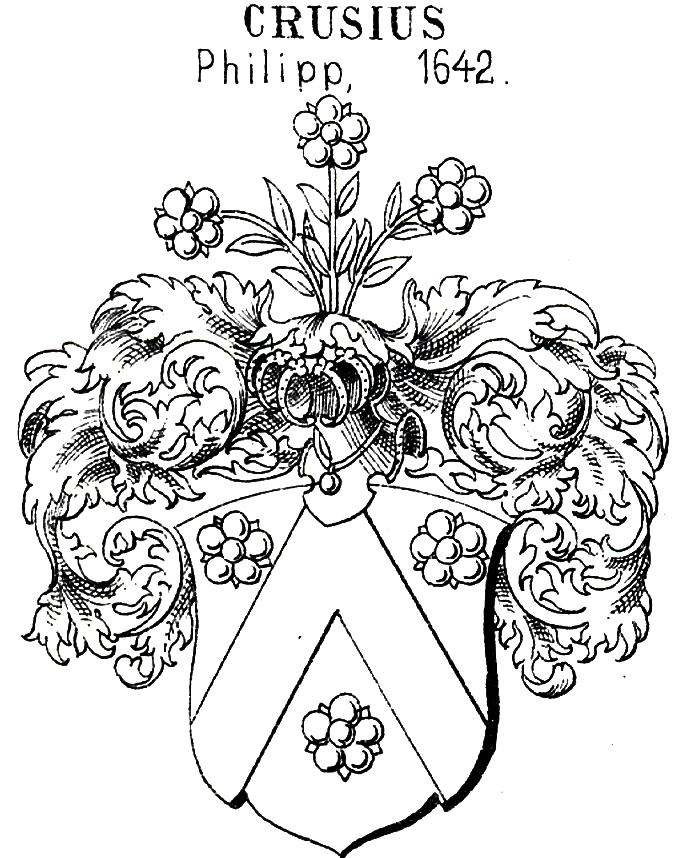
Wappen Philipp Crusius, 1642

Philipp Crusius, ab 1649: von Kruus, ab 1650: von Krusenstiern (* 1. Mai 1597 in Eisleben; † 10. April 1676 in Reval) war ein Jurist, Diplomat und Verwaltungsbeamter.

## Leben und Wirken
Philipp Crusius war ein Sohn des Geistlichen Johannes Crusius († 1616) und dessen Ehefrau Barbara, geborene Kreijer. Er absolvierte ein Jurastudium an der Universität Jena und schrieb sich in das dortige Matrikel mit der deutschen Namensform „Krauß“ ein. Als Lizentiat beider Rechte arbeitete er anfangs für den Grafen von Mansfeld und ab 1622 im Rat Friedrich III.
Während des Dreißigjährigen Krieges wirkte Crusius als herzoglicher Unterhändler und Kommissar für Dithmarschen und Eiderstedt. 1628 wechselte er aus nicht bekannten Gründen in den Dienst des Kaisers und arbeitete als Kriegskommissar für Dithmarschen und das Amt Steinburg. 1629 verhandelte er den Lübecker Frieden mit und reiste ein Jahr später im Auftrag des Kaisers nach Italien.
Wallenstein schickte Crusius 1632 nach Gottorf, wo er wieder für den Herzog tätig wurde. Gemeinsam mit Otto Brüggemann schloss er sich einer Gottorfer Gruppe an, die über eine neue Handelsroute verhandeln sollte. Zur Vorbereitung von Reisen nach Russland und Persien trafen sie Anfang 1633 in Halle Axel Oxenstierna. Anschließend zogen sie nach Stockholm und sprachen dort mit dem schwedischen Reichsrat.
Von November 1633 bis April 1635 besuchte Crusius mit der Delegation Moskau, wo Verhandlungen mit dem Zaren in einen Handelsvertrag mündeten. Danach kehrten sie in ihre Heimat zurück und verhandelten in Hamburg nochmals mit Oxenstierna. Im Oktober 1635 unternahm die Gruppe, zusammen mit Adam Olearius und Paul Fleming, eine Gesandtschaftsreise über Moskau, die dem Interesse am persischen Seidenhandel galt, erlitt Schiffbruch an der estländischen Küste, reiste über die Wolga sowie das Kaspische Meer und erreichte Isfahan. Sie konnten keine Verhandlungserfolge erzielen und waren im August 1639 wieder in Gottorf. Während der Verhandlungen hatte Crusius, der wahrscheinlich diplomatisch geschickt zu agieren verstand, als erster Gesandter offiziell die Mission geleitet. Tatsächlich hatte aber Brüggemann die Führung übernommen und das Handlungsprojekt negativ beeinflusst. Crusius begleitete das Vorhaben anschließend als Resident in Reval weiter.

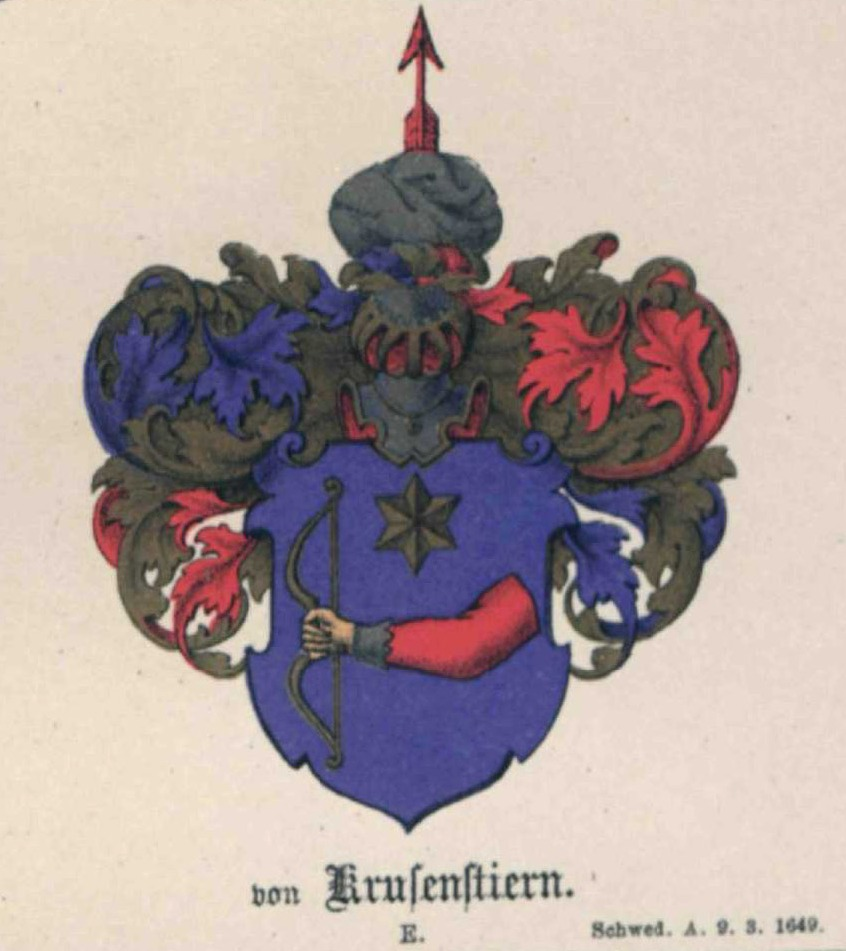
Wappen derer von Krusenstiern

Nach dem finalen Scheitern der Verhandlungen 1644 arbeitete Crusius für das schwedische Königshaus und wurde 1648 1. Assessor am Revaler Burggericht. 1649 in den Adelsstand erhoben wurde er Stifter des Geschlechts von Krusenstiern. Er war ab 1651 als Staats- und Assistenzrat für die schwedische Regierung Estlands tätig. 1652/53 beteiligte er sich als Unterhändler an der Festlegung der Grenzen zwischen Russland und Ingermanland. 1653 erhielt er als Experte für den Rußlandhandel eine Stelle als Commerzdirektor für Estland und Ingermanland sowie Burggraf von Narva. Wie Statthalter Oxenstierna setzte er sich für eine moderne Freihandelspolitik ein.
Als Gesandter Karl X. Gustavs reiste Crusius 1655 nach Moskau, wo er die Verlängerung des Friedensschlusses von Stolbowa mitverhandeln sollte, die jedoch nicht zustande kam. Vom Beginn des Russisch-Schwedischen Krieges bis zu dessen Ende 1658 saß Crusius in Haft. Anschließend beteiligte er sich an den Verhandlungen des Waffenstillstands. Ein Jahr später wurde er zum Statthalter von Reval und Präsident des Burggerichts ernannt. Ab 1670 lebte er zurückgezogen auf seinen Gütern in Estland.

## Werke
Crusius erstellte 1648 eine Übersetzung des schwedischen Stadt- und Landrechts in die deutsche Sprache. Er kodifizierte die Ritter- und Landrechte Estlands und beendete die Arbeiten 1650. Die erst 1821 gedruckte Sammlung galt bis in das 19. Jahrhundert als Basis der estländischen Rechtsprechung.

## Familie
Crusius war in erster Ehe seit 1623 verheiratet mit Barbara Voigt, die 1634 starb. In zweiter Ehe heiratete er am 13. Mai 1639 Maria Müller, deren Vater Johannes Müller als Kaufmann und Ratsherr in Reval arbeitete. Seine zweite Ehefrau, die nach 1687 starb, war eine Schwägerin von Adam Olearius.
Crusius hatte elf Kinder, von denen sechs in jungen Jahren verstarben. Sein ältester Sohn (aus der ersten Ehe) war Johann Philipp (1626–1659), der zunächst Begleiter des Vaters auf Reisen nach Moskau, später Gouverneur der schwedischen Kolonie Cabo Corso in Ghana war. Sein jüngster Sohn Adolf Friedrich (1652–1687) hatte die Söhne Ewert Philipp (1676–1746) und Adolf Friedrich (1679–1713), aus deren Familien Zweige in Estland (von Krusenstjern) und Schweden (von Krusenstjerna) hervorgingen.
Zu den Nachkommen zählen der Admiral und Weltumsegler Adam Johann von Krusenstern (1770–1846) und der Polarforscher Paul Theodor von Krusenstern (1809–1881).